# Arbeiders- en Boerenpartij van Liechtenstein
De Arbeiders- en Boerenpartij van Liechtenstein (Duits: Partei der Unselbständig Erwerbenden und Kleinbauern) was een politieke partij in Liechtenstein. Ze deed mee aan de verkiezingen van februari 1953, maar kreeg slechts 198 stemmen, wat niet genoeg was voor een zetel. De partij deed niet mee aan de verkiezingen van juni 1953 en heeft sindsdien niet meer meegedaan.